# Acephala
Acephala Grünig & T.N. Sieber – rodzaj grzybów z rodziny włosóweczkowatych (Vibrisseaceae). W Polsce występuje jeden gatunek – Acephala macrosclerotiorum.

## Systematyka i nazewnictwo
Pozycja w klasyfikacji według Index Fungorum
Vibrisseaceae, Helotiales, Leotiomycetidae, Leotiomycetes, Pezizomycotina, Ascomycota, Fungi.
Gatunki
- Acephala applanata Grünig & T.N. Sieber 2005
- Acephala macrosclerotiorum Münzenb. & Bubner 2009

Nazwy naukowe na podstawie Index Fungorum.